# Entemena

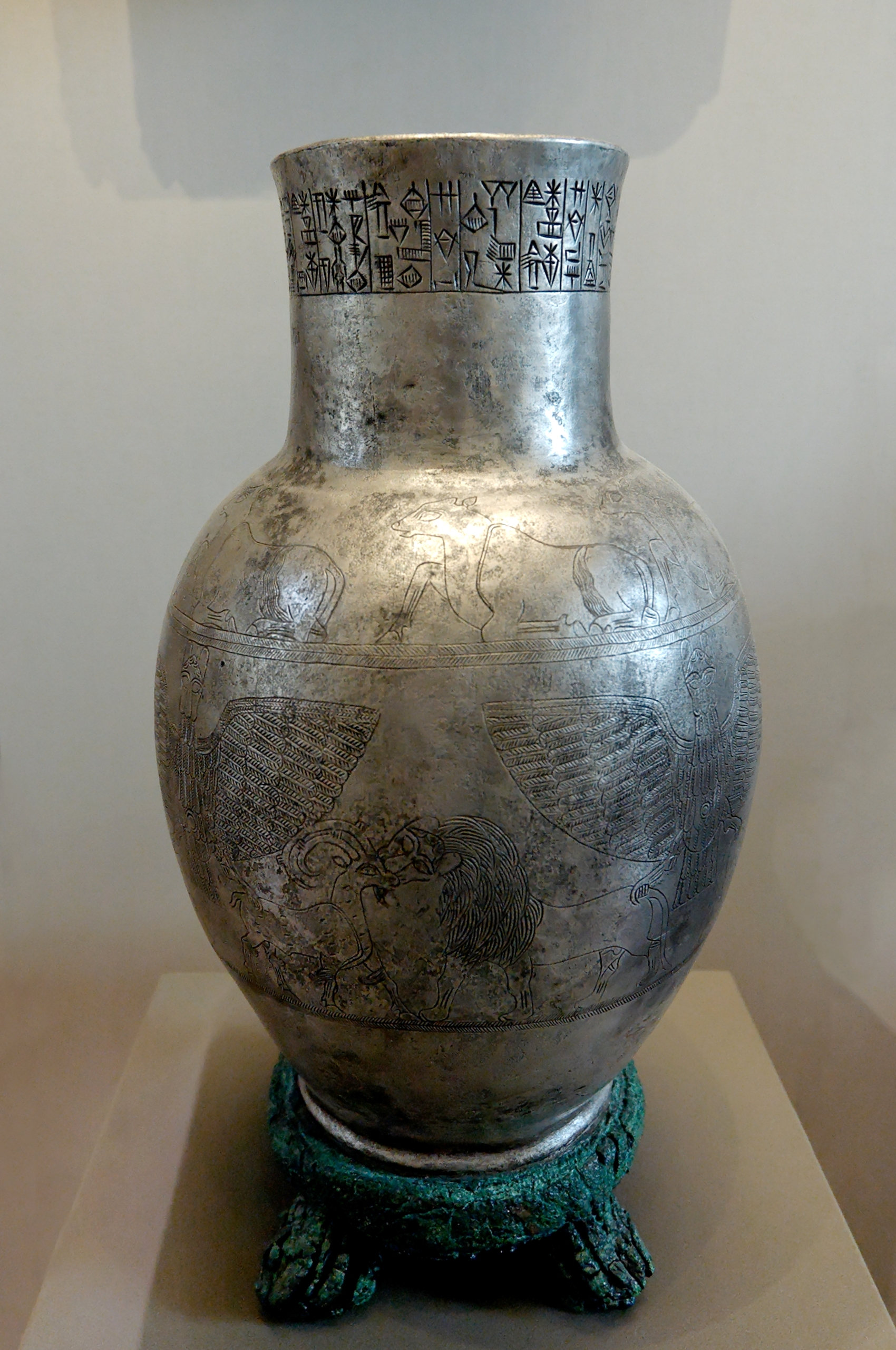
Vaso de plata de Enmetena dedicado por Entemena a Ningirsu
Plata y Cobre
Museo del Louvre.

Entemena fue un rey de la ciudad sumeria de Lagash que vivió hacia finales del siglo XXV a. C. (período Dinástico Arcaico). Fue sucesor de Enannatum I y sucedido por su hijo, Enannatum II.
Durante su reinado, se enfrentó una vez más el levantamiento del rey de Umma, Urlumma. Consiguió vencer la rebelión, pero no fue Urlumma quien vio la derrota sino su hijo, Il. Tras esto, Entemena firmó una alianza con el monarca de Uruk, Lugal-Kimishedudu, que controlaba las ciudades de Ur, Uruk, Kish y Akshak.